# سال عادی
سال عادی در گاه‌شماری به سال‌هایی می‌گویند که یک روز اضافه ندارند. به عبارتی دیگر، سال عادی سالی است که کبیسه نباشد.
در تقویم‌های خورشیدی مانند سالنمای گریگوری و سالنمای هجری خورشیدی، سال‌های عادی ۳۶۵ روزه و سال‌های کبیسه ۳۶۶ روزه هستند. در سالنماهای قمری، مثل تقویم هجری قمری، سال‌های عادی ۳۵۴ روزه هستند.